# Noordoostpolder
Noordoostpolder (anhörenⓘ) heißt eine niederländische Gemeinde, die im Wesentlichen aus einem Polder besteht, also einem der See abgetrotzten Stück Land. Der Noordoostpolder wurde im Jahre 1942 im Rahmen der Zuiderzeewerke trockengelegt und schließt sich im Osten an das ältere Festland an, im Westen liegt er am heutigen See IJsselmeer (der ehemaligen Zuiderzee). Innerhalb des Polders befinden sich die ehemaligen Inseln Urk und Schokland, Urk ist allerdings eine eigene Gemeinde. Die übrigen Siedlungen liegen in der Gemeinde Noordoostpolder.
Die Gemeinde hat ihren Verwaltungssitz in Emmeloord und gehört seit 1986 zur neugeschaffenen Provinz Flevoland. Der andere Teil der Provinz ist die Insel Flevopolder, mit der die Gemeinde Noordoostpolder über die Ketelbrug (A6) verbunden ist. Auf dem eher dünn besiedelten Noordoostpolder wird vor allem hochwertige Land- und Gartenwirtschaft betrieben.
In Noordoostpolder leben nach Angabe des CBS 50.803 Einwohner (Stand: 1. Januar 2025).
Größter Ort ist Emmeloord (27.355 Einwohner; Stand: 1. Jan. 2024). Andere Orte sind die nach dem Zweiten Weltkrieg gebauten Dörfer Marknesse (3.950 Einwohner), Nagele, Ens, Creil, Espel, Bant, Rutten, Kraggenburg, Luttelgeest und Tollebeek. Die ehemalige Insel Schokland gehört ebenfalls zur Gemeinde.

## Lage und Wirtschaft
Durch das Gemeindegebiet führt die Autobahn A6. Im Süden grenzt Noordoostpolder an das Zwarte Meer, im Südwesten an das Ketelmeer, zwei Randseen des IJsselmeeres, im Westen an das IJsselmeer und an die Gemeinde Urk, im Norden an die Gemeinde Lemsterland in der Provinz Fryslân (Friesland) und im Osten an die Provinz Overijssel. Eine Bahnstrecke über Lelystad nach Amsterdam oder nach Zwolle wurde geplant, ist jedoch nicht ausgeführt worden. Emmeloord ist das wirtschaftliche und kulturelle Zentrum der Gemeinde.
Bei Marknesse befindet sich das Nationale Luft- und Raumfahrtlabor der Niederlande (NLR) mit dem Deutsch-Niederländischen Windkanal zur Überprüfung von Flug- und Fahrzeugen. Auch befindet sich dort eine Abteilung des (von der Technischen Universität Delft geleiteten) Hydrogeologischen Labors (TL Delft Hydraulics), wo Dämme und andere Wasserwerke anhand von im Modell nachgestellten Überschwemmungen und Sturmfluten auf ihre Wirksamkeit geprüft werden.
Auf dem Territorium der Gemeinde Noordoostpolder wurde 2017 der größte Windpark der Niederlande in Betrieb genommen. Der Windpark Noordoostpolder besteht aus insgesamt 3 Teilprojekten, davon 2 On-Shore und eines Near-Shore vor der Küste, und liefert pro Jahr rd. 1,4 Mrd. kWh elektrischer Energie.

## Schokland
Die ehemals in der Zuiderzee gelegene Insel Schokland, die auch in der Bronzezeit schon bewohnt war, wurde ab dem 9. Jahrhundert wieder besiedelt. Spuren von Warften und Deichen wurden nach der Trockenlegung des Polders entdeckt. Schokland war vier Kilometer lang und zunächst einige Kilometer breit. Die Erosion durch die Zuiderzee machte Schokland immer schmaler und somit wirtschaftlich schlechter nutzbar. Die durch Landverluste betroffene Insel gehörte bis in das Jahr 1660 diversen Mitgliedern der Familie Van de Werve, eine kurze Zeit war sie in den Händen von Andries de Graeff, um danach bis 1792 der Stadt Amsterdam als Ambachtsherrlichkeit zu dienen. Sie hatte 1840 noch 695 Einwohner, mehrheitlich im Dorf Emmeloord (Namensgeber für das „neue“ Emmeloord). 
Die Gemeinde Schokland wurde am 10. Juli 1859 aufgelöst, die Bewohner wurden nach Volendam, Kampen und in andere Orte umgesiedelt; das Gemeindegebiet wurde an die Gemeinde Kampen abgetreten. Träger des Familiennamens Schokker sind häufig Nachfahren der Inselbewohner, die diese Umsiedlung erlebten. Die 1834 erbaute Kirche blieb als einziges Schokländer Bauwerk aus dieser Zeit erhalten.
Während der Besatzungszeit im Zweiten Weltkrieg fanden hier viele vor den Besatzern Untergetauchte im neu geschaffenen, unwirtlichen und sumpfigen Polder Arbeit und Zuflucht; die niederländische Widerstandsbewegung hatte hier ihr Rückzugsgebiet. Die in den Niederlanden gebräuchliche Abkürzung NOP für Noordoostpolder erfährt in Bezug auf diese Zeit ihre Umdeutung als „Nederlands Onderduikers Paradijs“ („Niederländisches Abgetauchten-Paradies“). 1995 wurde die „Polderlandschaft Schokland“ als Kulturlandschaft von „außergewöhnlich universellem Wert“ und daher besonders erhaltenswert in die UNESCO-Welterbeliste aufgenommen.

## Politik

### Gemeinderat
Der Gemeinderat des Noordoostpolder wird seit 1982 folgendermaßen gebildet:
| Partei                        | Sitze a | Sitze a | Sitze a | Sitze a | Sitze a | Sitze a | Sitze a | Sitze a | Sitze a | Sitze a | Sitze a |
| Partei                        | 1982    | 1986    | 1990    | 1994    | 1998    | 2002    | 2006    | 2010    | 2014    | 2018    | 2022    |
| ----------------------------- | ------- | ------- | ------- | ------- | ------- | ------- | ------- | ------- | ------- | ------- | ------- |
| Politieke Unie b              | –       | –       | 1       | 3       | 2       | 7       | 3       | 3       | 3       | 4       | 6       |
| ChristenUnie                  | –       | –       | –       | –       | –       | 3       | 5       | 4       | 5       | 5       | 6       |
| SGP                           | 1       | 1       | 2       | 3       | 3       | 3       | 5       | 4       | 5       | 5       | 6       |
| RPF                           | 1       | 1       | 2       | 3       | 3       | –       | –       | –       | –       | –       | –       |
| GPV                           | 0       | 0       | 2       | 3       | 3       | –       | –       | –       | –       | –       | –       |
| CDA                           | 11      | 12      | 10      | 7       | 10      | 8       | 8       | 7       | 7       | 6       | 5       |
| ONS Noordoostpolder           | –       | –       | –       | –       | –       | –       | 3       | 3       | 3       | 3       | 4       |
| VVD                           | 5       | 4       | 3       | 4       | 5       | 3       | 4       | 5       | 3       | 4       | 3       |
| PvdA                          | 5       | 7       | 6       | 4       | 5       | 5       | 6       | 3       | 2       | 2       | 2       |
| GroenLinks                    | –       | –       | –       | 1       | 1       | 5       | 6       | 1       | 2       | 2       | 2       |
| D66                           | 1       | 1       | 3       | 3       | 1       | 1       | 0       | 2       | 2       | 1       | 1       |
| SP                            | –       | –       | –       | –       | –       | –       | –       | –       | 3       | 2       | –       |
| Partij van vrije Poldermensen | –       | –       | –       | –       | –       | –       | –       | 1       | 1       | 0       | –       |
| Progressieve Combinatie       | 1       | 0       | –       | –       | –       | –       | –       | –       | –       | –       | –       |
| Lijst Vercraeije              | 1       | –       | –       | –       | –       | –       | –       | –       | –       | –       | –       |
| Gesamt                        | 25      | 25      | 25      | 25      | 27      | 27      | 29      | 29      | 29      | 29      | 29      |

Anmerkungen

### Bürgermeister und Beigeordnete
Die Koalition besteht zwischen 2018 und 2022 aus CDA, ChristenUnie/SGP, Politieke Unie und VVD. Die Koalitionsparteien stellen dem Kollegium jeweils einen Beigeordneten bereit. Diese wurden im Rahmen einer Ratssitzung am 16. Mai 2018 berufen. Folgende Personen gehören zum Kollegium und sind in folgenden Bereichen zuständig:
| Funktion                                                 | Name                 | Partei           | Ressort | Anmerkung                    |
| -------------------------------------------------------- | -------------------- | ---------------- | --- | ---------------------------- |
| Bürgermeister                                            | Roger de Groot       | CDA              | Kulturerbe, öffentliche Ordnung und Sicherheit, Asylzentrum, allgemeine, amtliche und administrative Angelegenheiten (Personalpolitik), Gebietsmarketing, Projekt: Dienstleistung | seit dem 1. Juni 2021 im Amt |
| Beigeordnete                                             | Marian Uitdewilligen | CDA              | Volksgesundheit, Sozialhilfegesetz, Armutspolitik, koordinierende Beigeordnete für Krachtig Noordoostpolder (deutsch „Kraftvolles Noordoostpolder“), Wohnungswesen (Wohnen), Angelegenheiten im Bereich der Stadt- und Dorferneuerung (Umstrukturierung inklusive Centrumschil), Beigeordnete für die Dörfer, Projekt: Schokland     | –                            |
| Beigeordnete                                             | Anjo Simonse         | ChristenUnie/SGP | öffentlicher Raum und Grün, Infrastruktur, Erreichbarkeit und Mobilität, Nachhaltigkeit und Energiewende, Jugendpolitik und -hilfe, Förderung von Sport und Bewegung, Beigeordneter für die Stadtviertel, übrige kommunale Gebäude, Projekt: Kulturbetrieb                                                                           | –                            |
| Beigeordnete                                             | Wiemer Haagsma       | Politieke Unie   | räumliche Entwicklung, Betrieb der Baugrundstücke inklusive Emmelhage und Wellerwaard, Bau- und Wohnungsaufsicht, Gesetz für allgemeine Bestimmungen des Umweltrechts, Vollstreckung, Märkte, Teilnahmen und dergleichen, Sport, Kunst, Kultur und Bibliothek, Senkungszonen, Projekte: Herz der Stadt und Umweltgesetz              | –                            |
| Beigeordnete                                             | Hans Wijnants        | VVD              | wirtschaftliche Entwicklung, Erholung und Tourismus, Finanzen, Bildungsaufgaben, Erwachsenenbildung und Bildungshäuser, Klein- und Kinderbetreuung, Gelder für die Zuiderzeelijn (Stimulierungsmaßnahmen), (Re)Integrationspolitik, Förderung von Auswanderern, soziale Arbeitsmaßnahmen, Projekt: Campus für den Sekundarunterricht | –                            |
| Gemeindesekretär                                         | Iwan Valk            | –                | – | seit Juni 2009 im Amt        |
| Allgemeiner Vorsteher/Stellvertretender Gemeindesekretär | Eelke de Vries       | –                | – | seit Mai 2013 im Amt         |

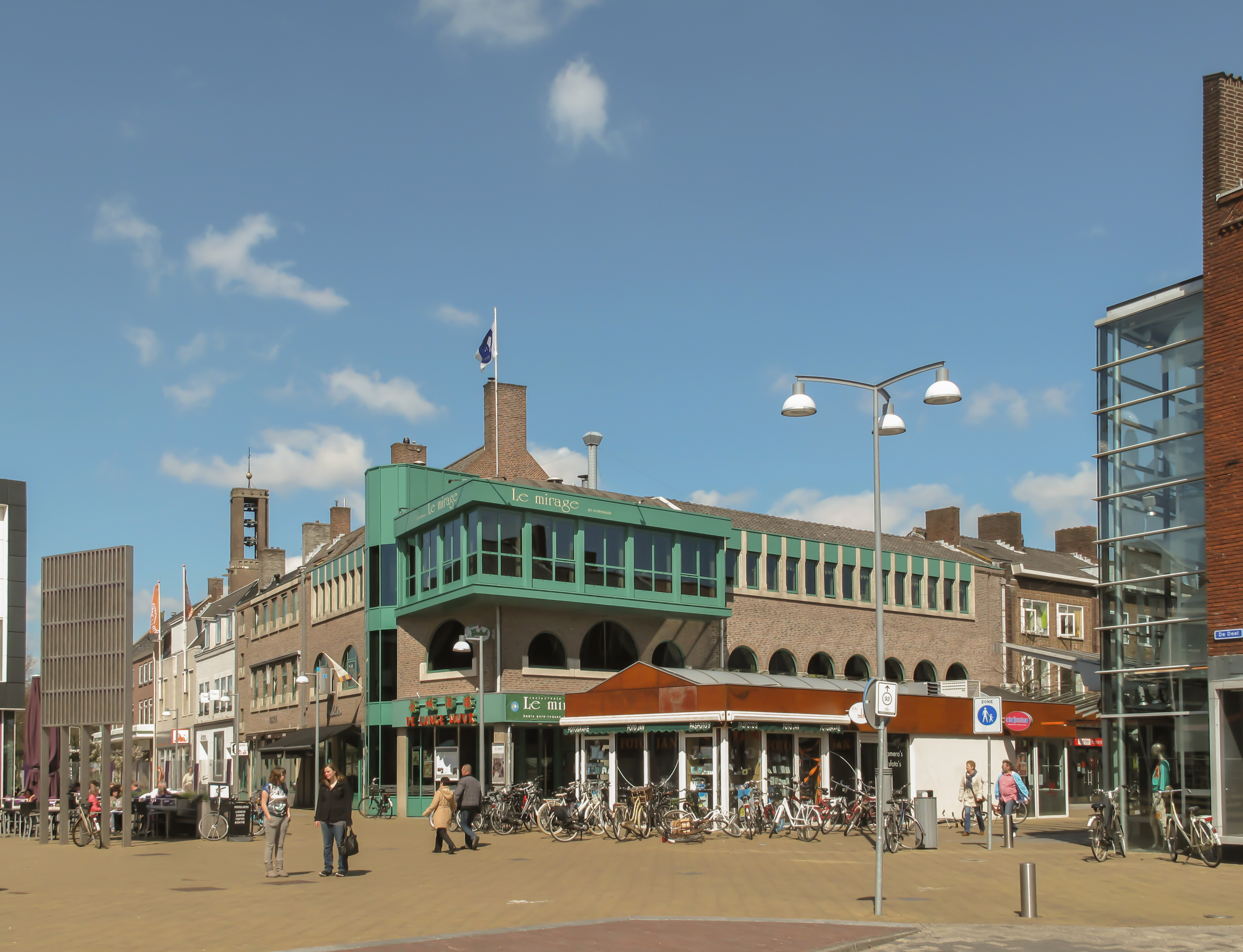
Emmeloord, Straße: Beursstraat-De Deel-Lange Nering
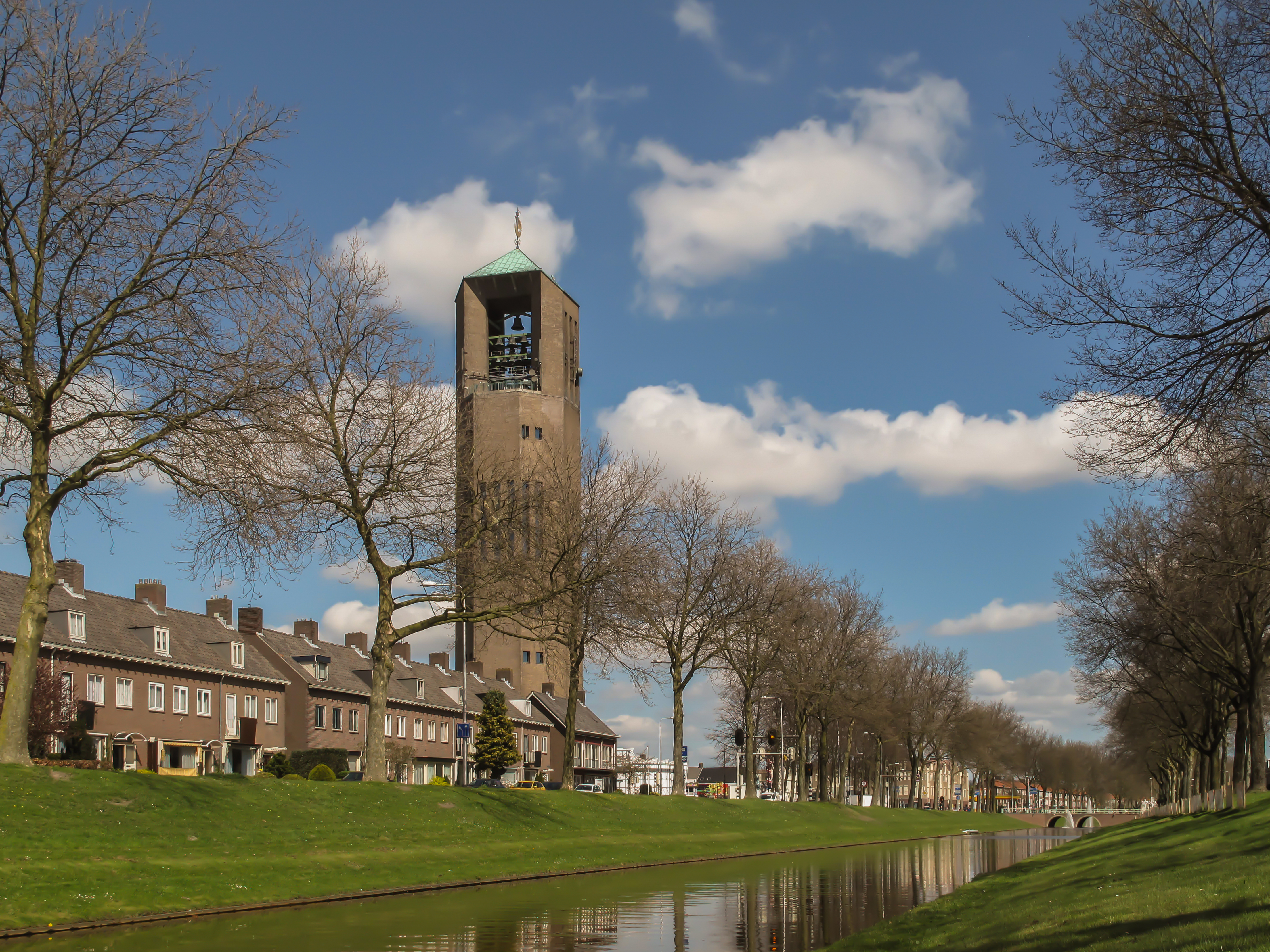
Emmeloord, Turm (de Poldertoren) in der Straße
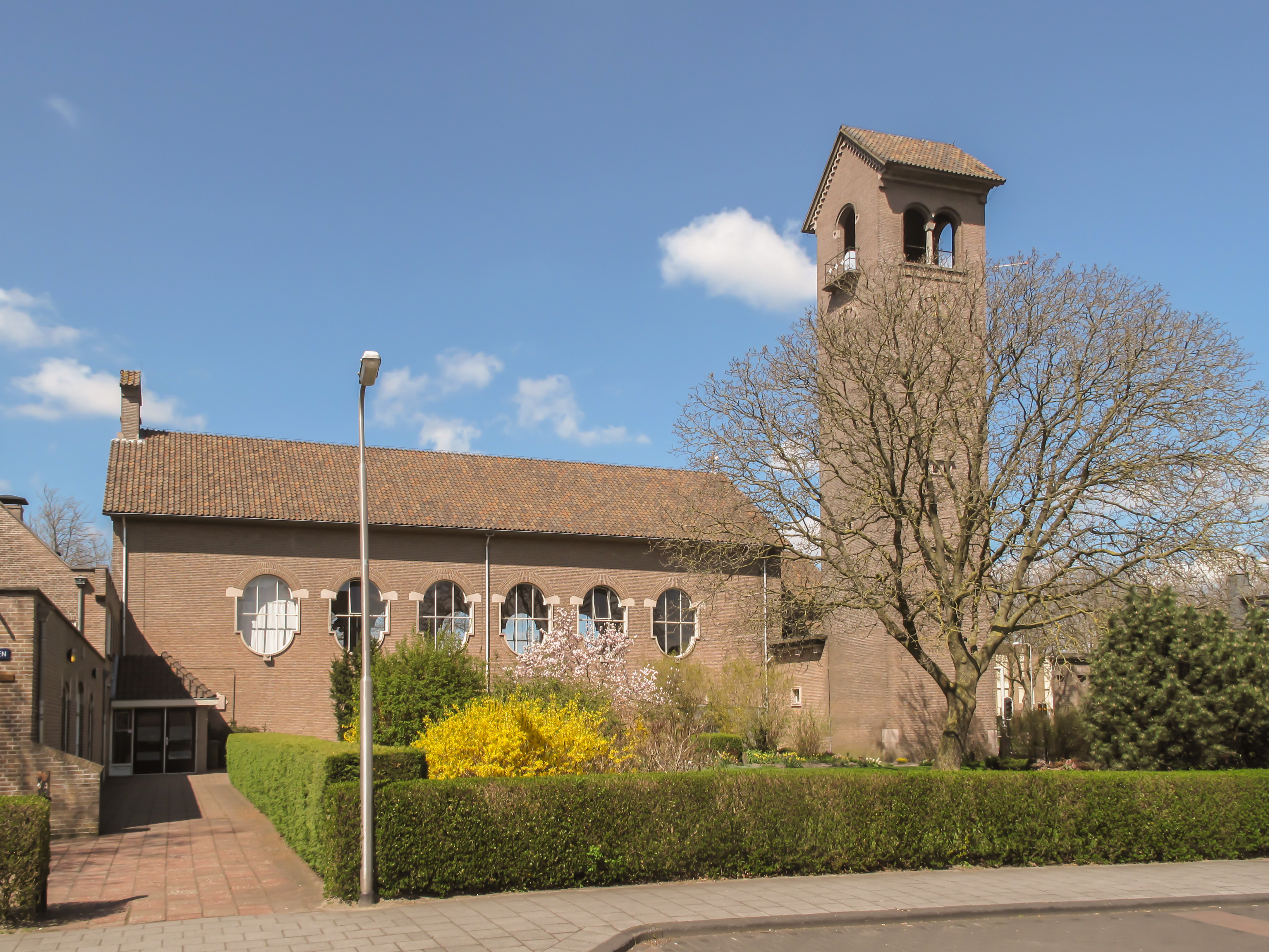
Emmeloord, Kirche: gereformeerde kerk De Hoeksteen
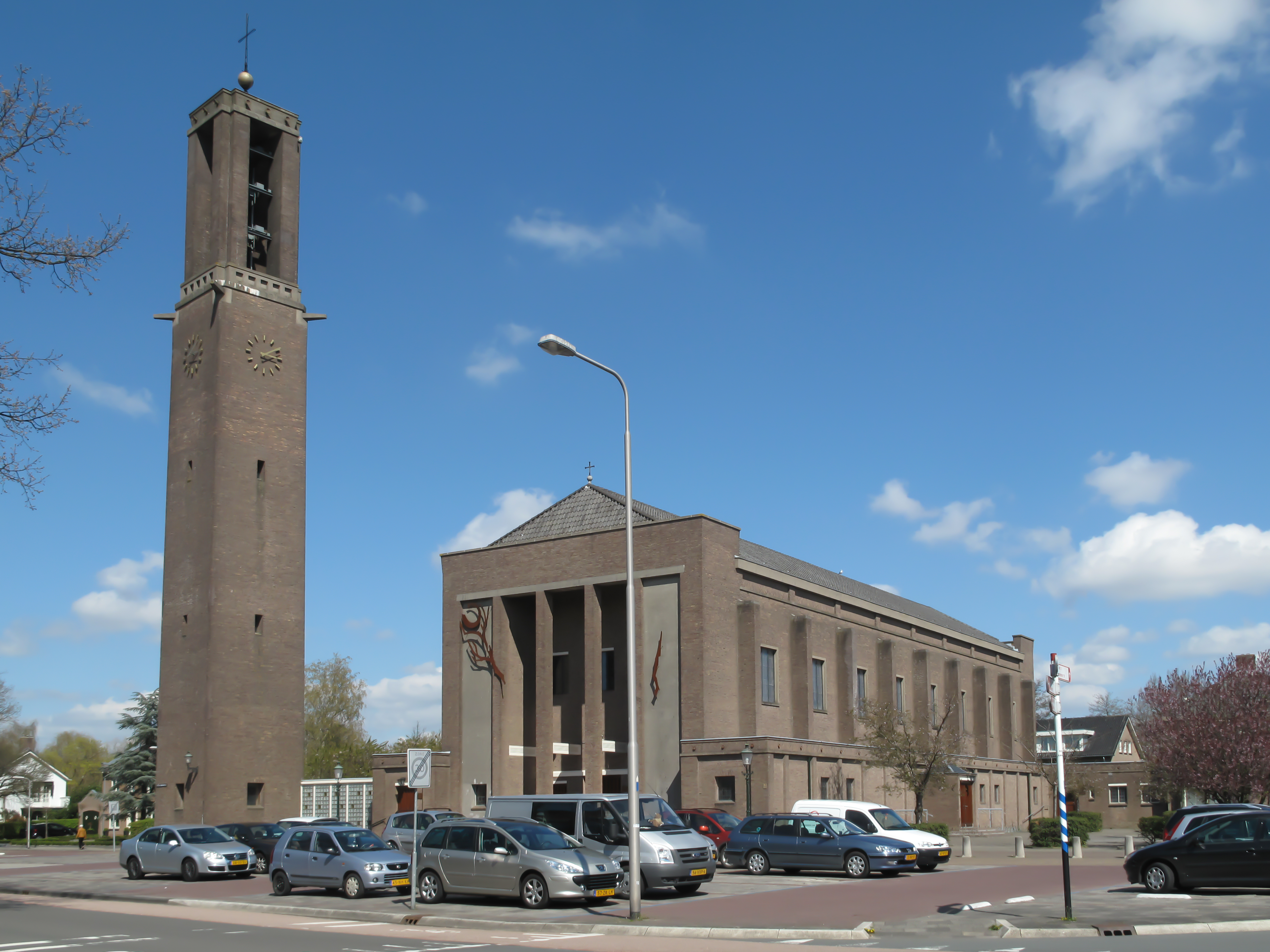
Emmeloord, Kirche: Heilige Michaelkerk
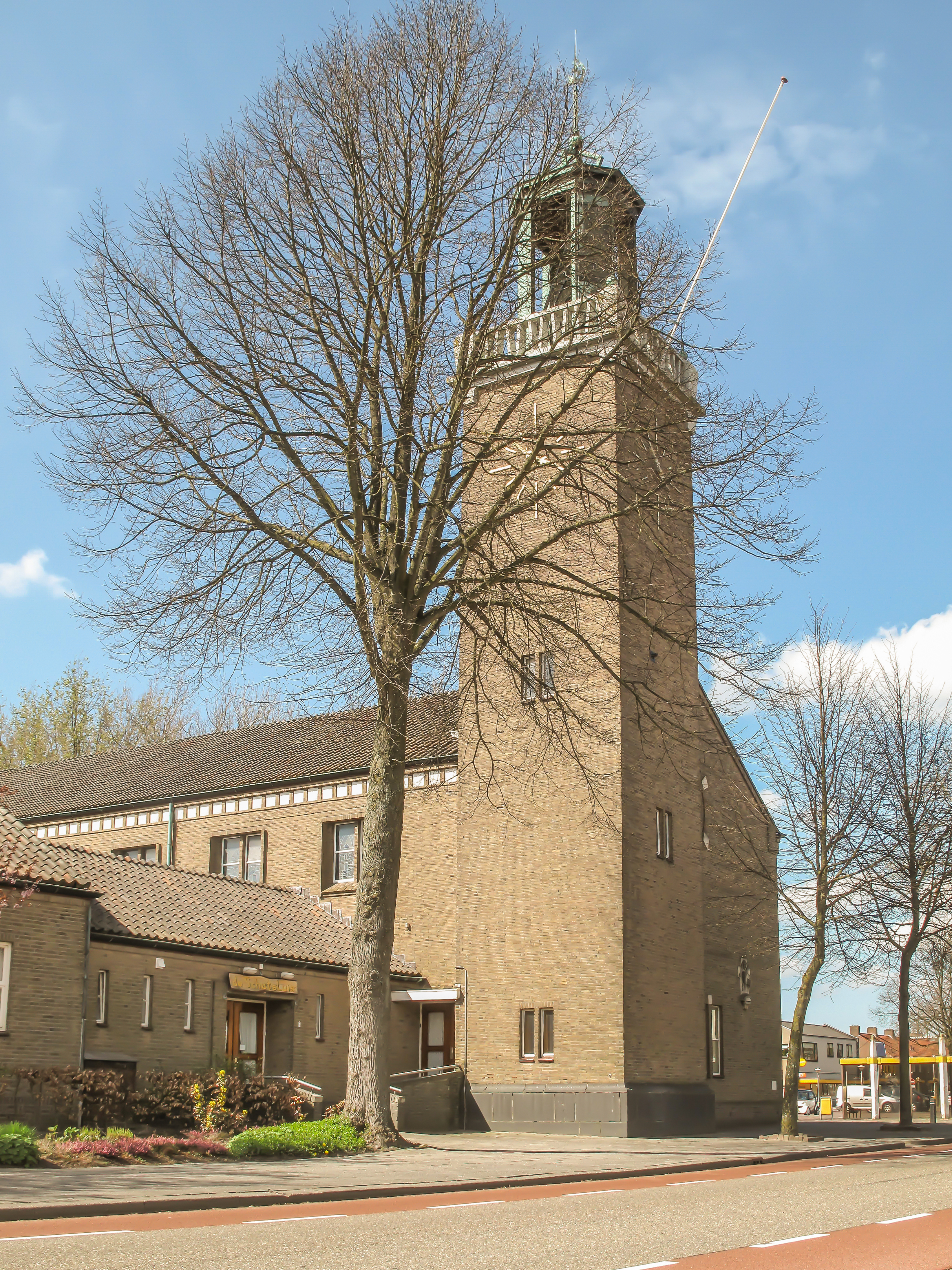
Marknesse, reformische Kirche
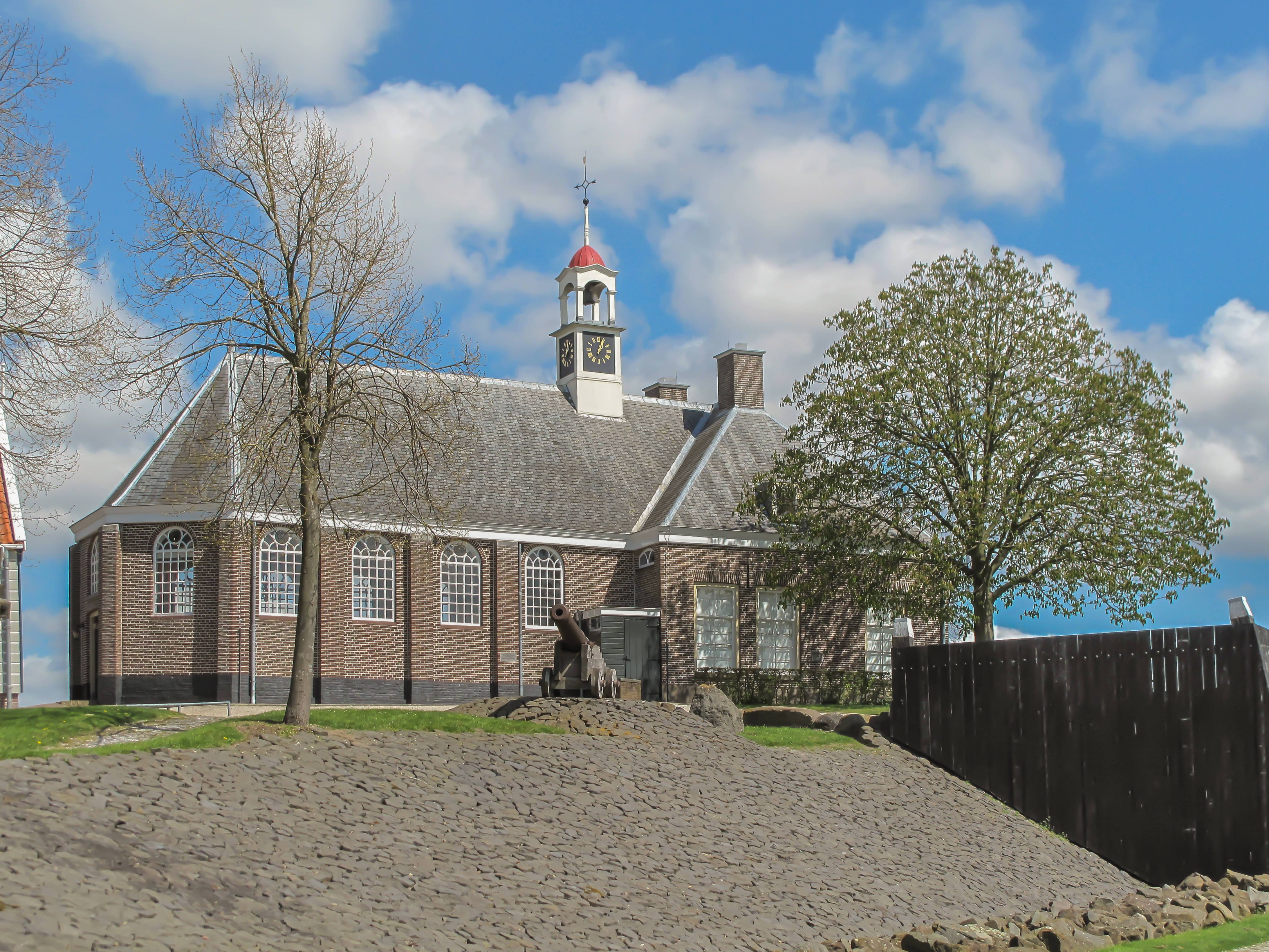
Schokland, die reformierte Kirche von Middelbuurt
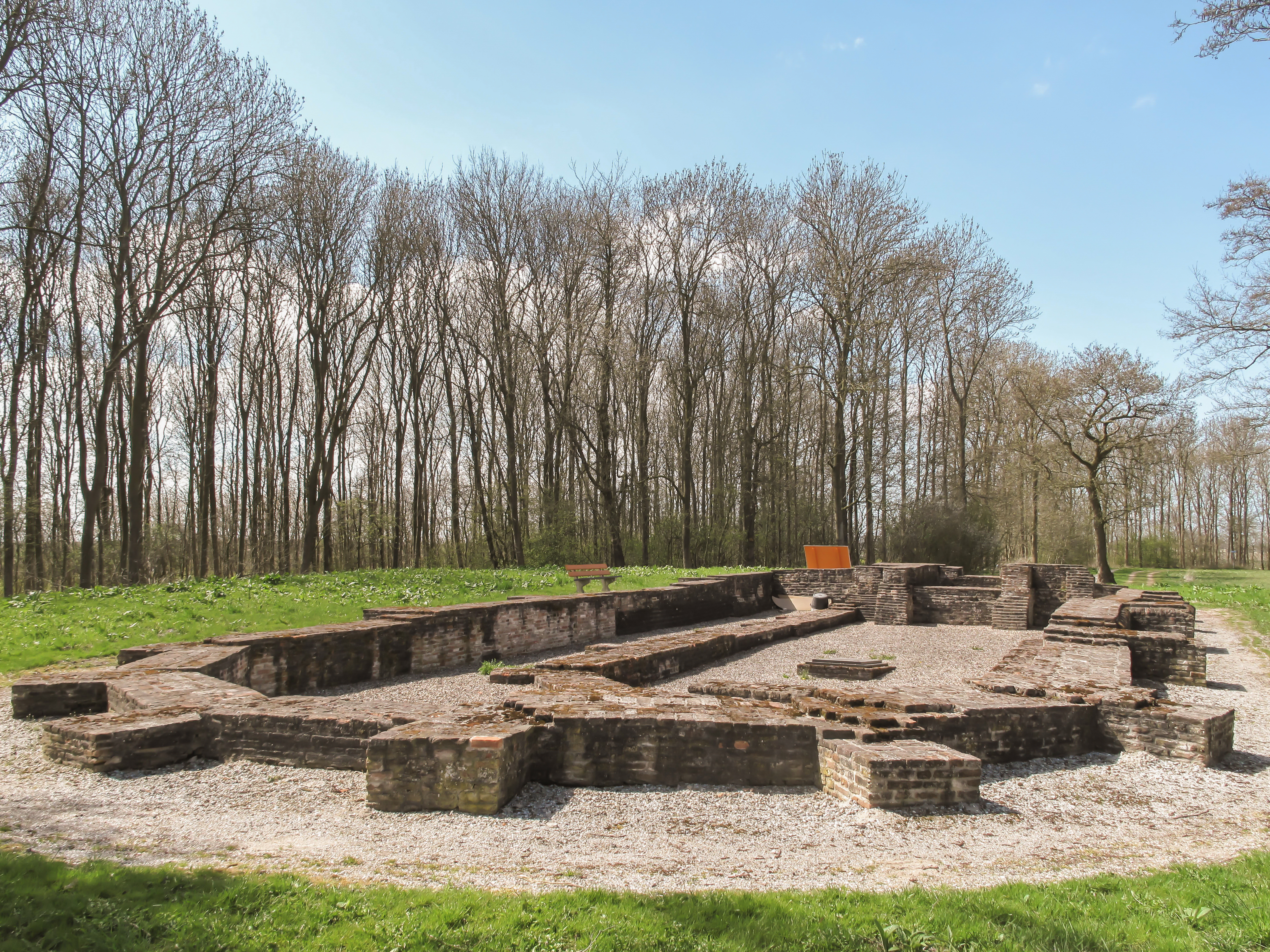
Schokland, Ruine der Kirche
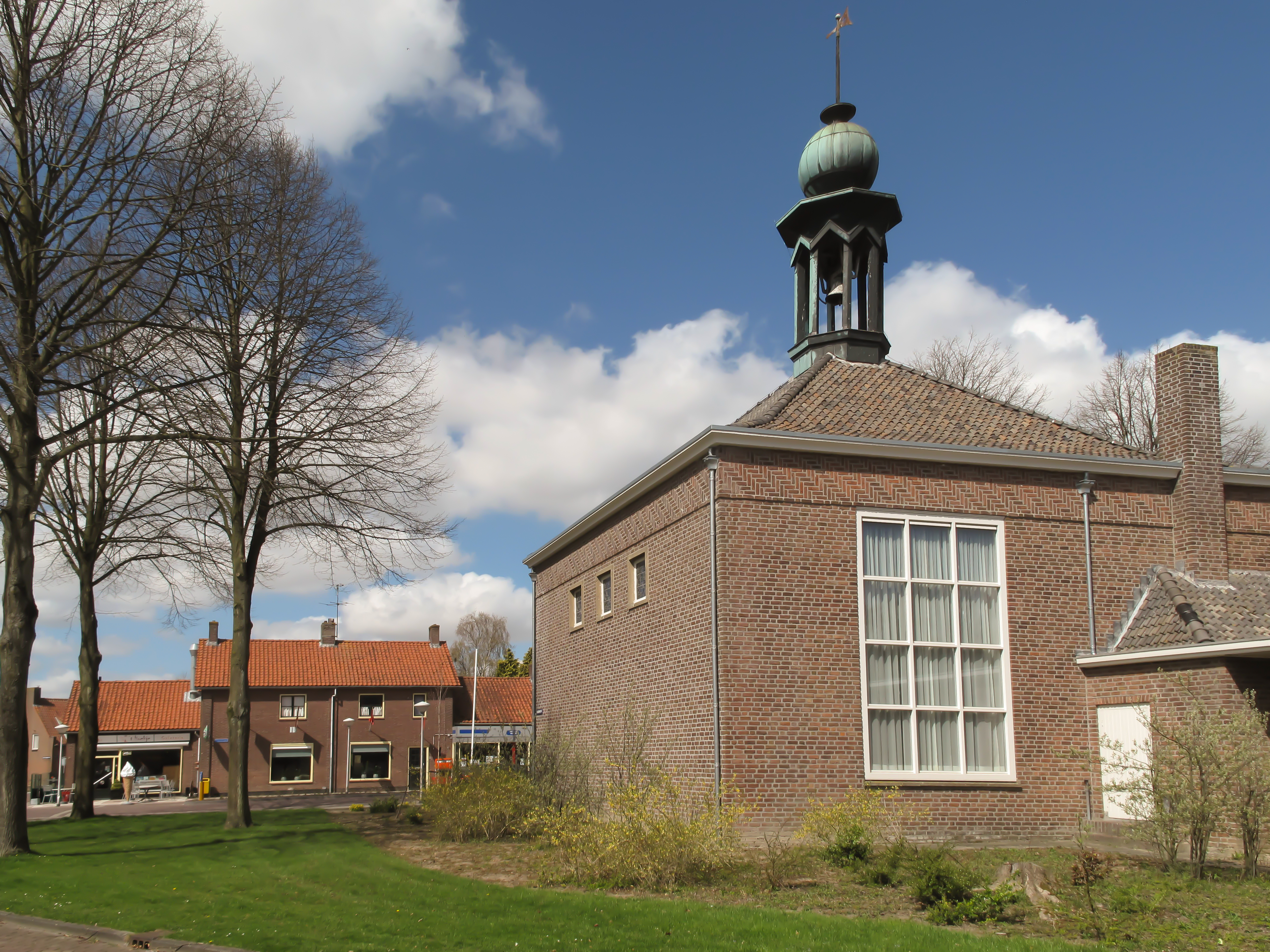
Kraggenburg, reformierte Kirche
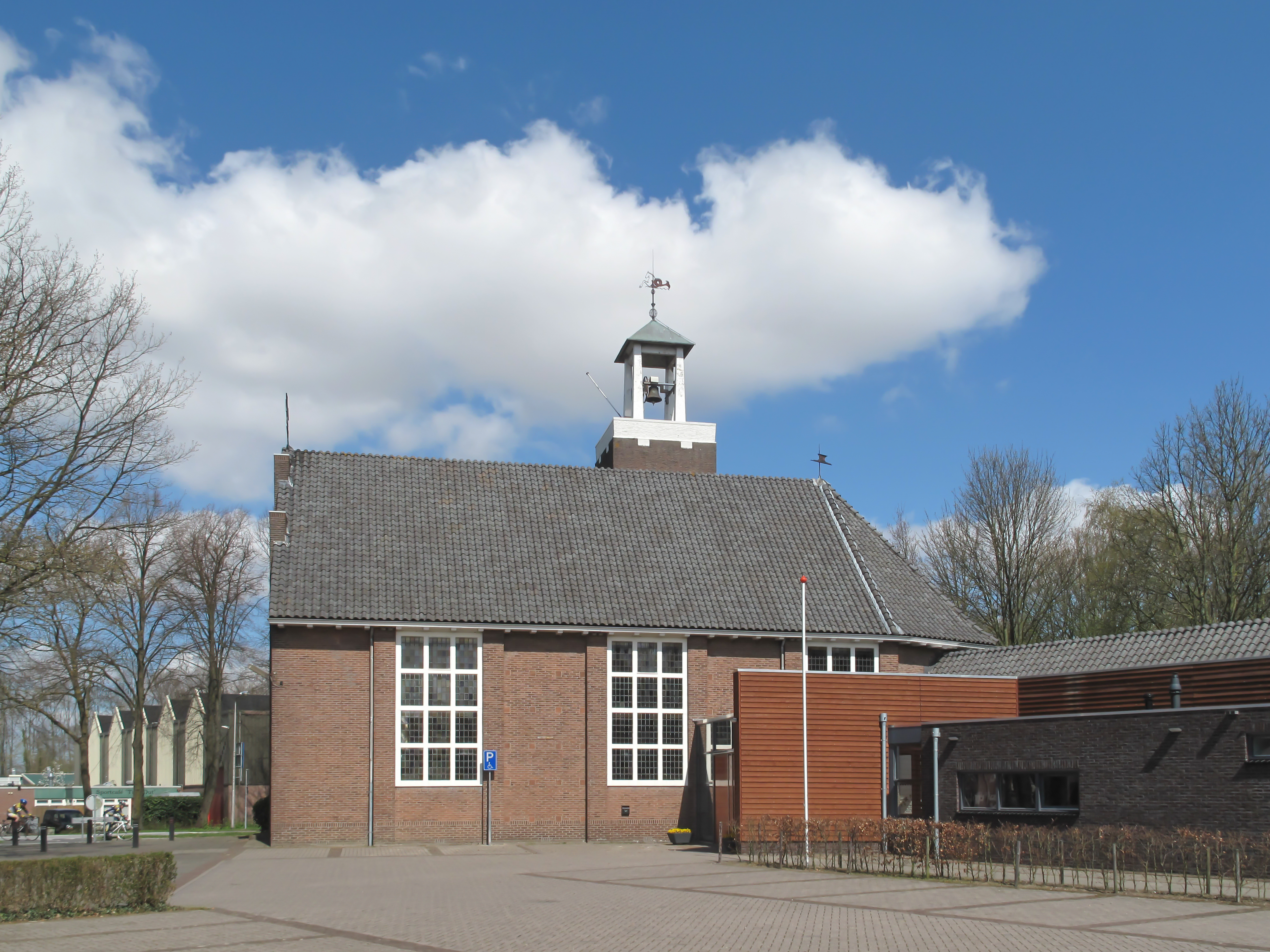
Ens, Kirche
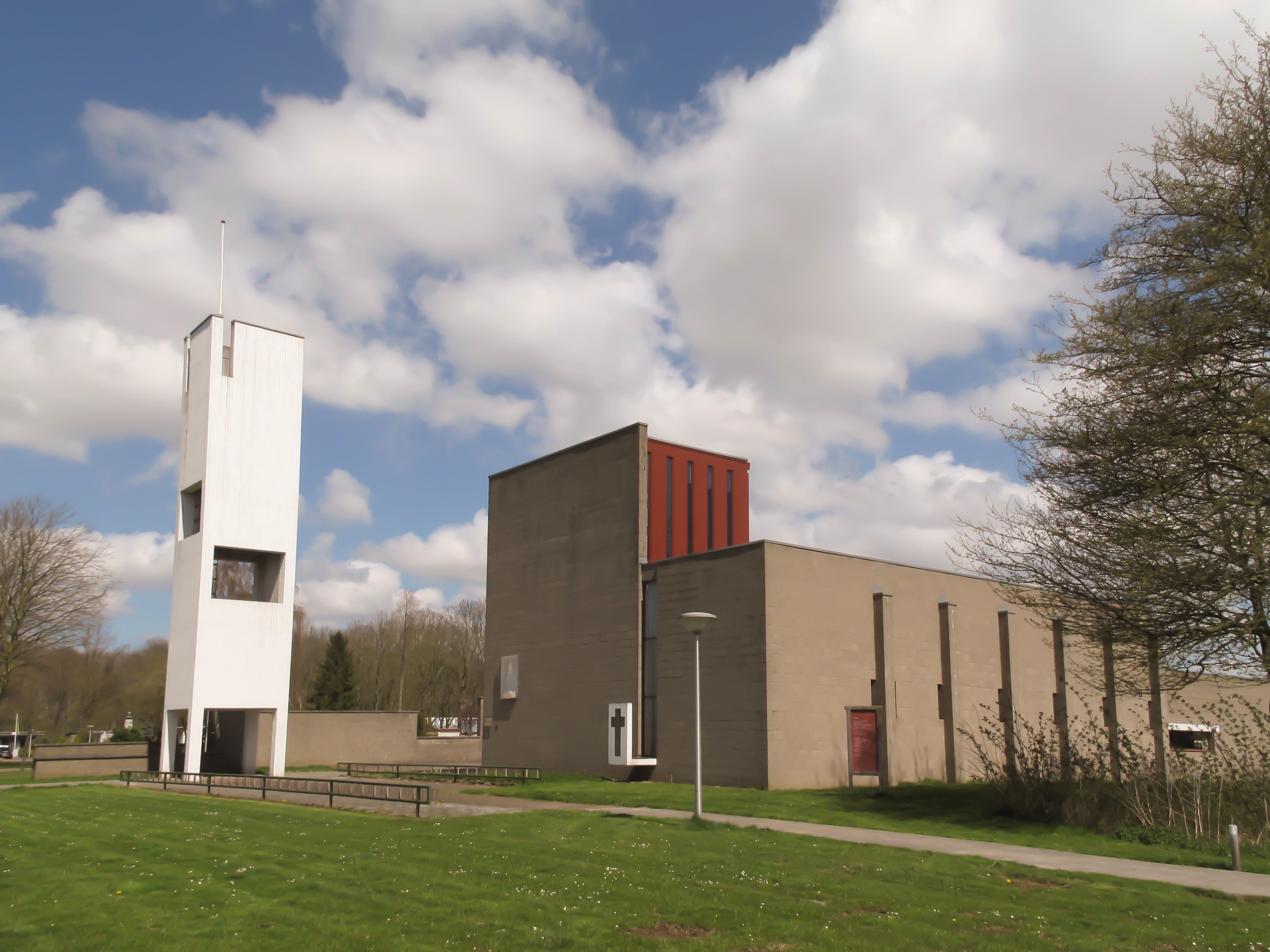
Nagele, Kirche: de Samen op Wegkerk

## Wappen
Beschreibung: Der gevierte Schild zeigt im ersten Feld in Blau eine silberne Lilie; im zweiten auf Gold einen schwarzen nach oben sich verjüngenden Turm mit drei Zinnentürmen und gezogenem Torgatter und zwei tagbelichteten Fenstern, im dritten liegen im Goldenen fünf rote schrägrechte Leisten; im blauen Vierten ein silbernes Mühlrad. Auf dem Wappenschild ruht eine goldene Krone.

## Söhne und Töchter der Gemeinde
- David Theunis Runia (* 1951), australisch-niederländischer Klassischer Philologe und Philosophiehistoriker
- Stef Blok (* 1964), Politiker
- Heleen bij de Vaate (* 1974), Triathletin
- Diederik Boer (* 1980), Fußballspieler